# Микросорум точечный
Микросорум точечный (лат. Microsorum punctatum) — многолетний травянистый папоротник семейства Многоножковые (Polypodiaceae).

## Ботаническое описание

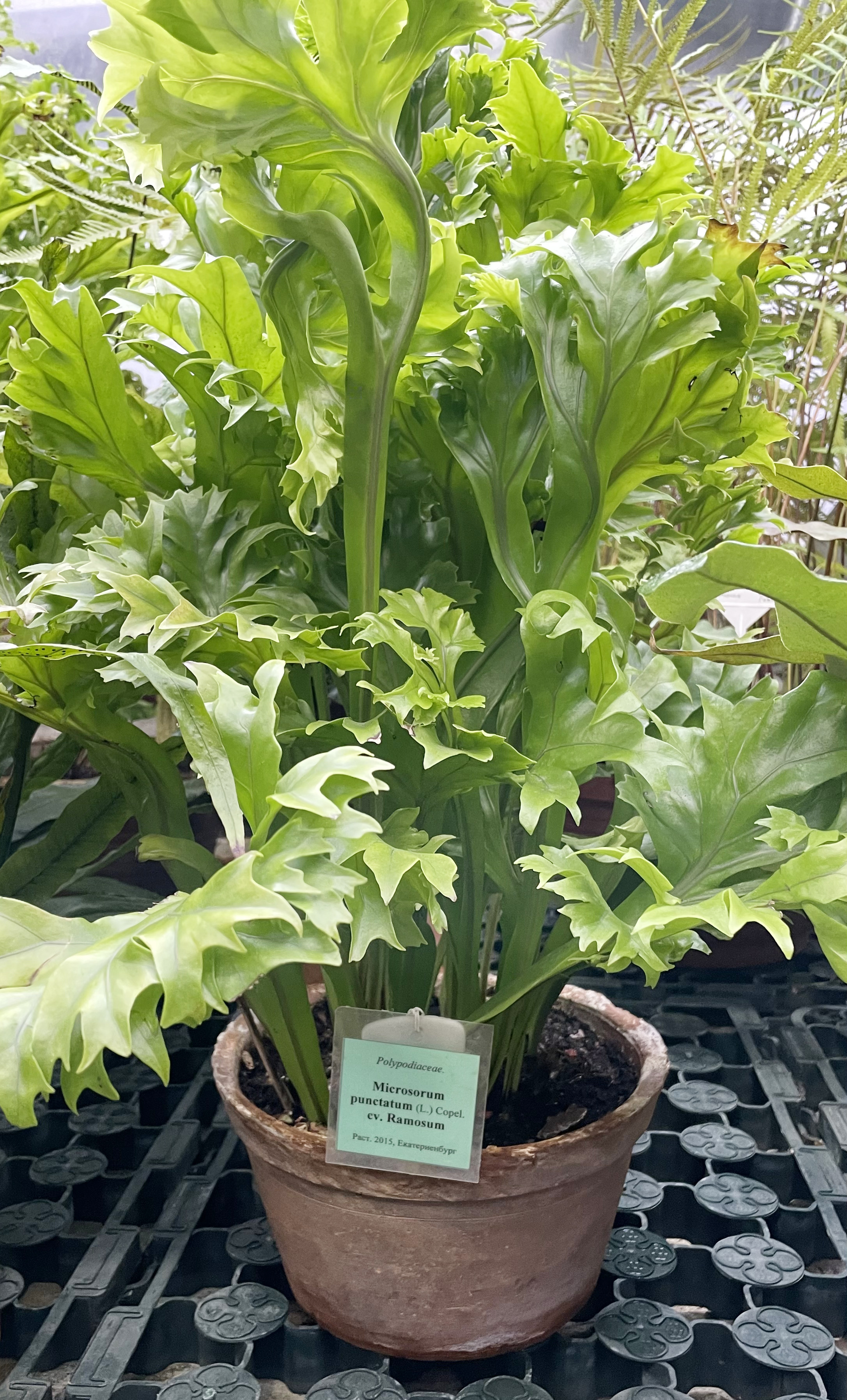
Микросорум точечный сорта 'Ramosum в оранжерее Ботсада БИН РАН

Многолетний травянистый папоротник с коротким ползучим корневищем и жесткими узкоэллиптическими вайями, сидящими на коротких черешках. Формирует компактные и напоминающие весенний щавель куртины высотой до 30 см.
Корневище маленькое, короткое, 50 мм в диаметре, покрыто тёмно-коричневыми чешуйками; удлиненные чешуйки, похожие на треугольники, 8 мм длиной.
Лист одиночный, ланцетной формы, зелёный, длина 550 мм, ширина 50 мм, черешок нечеткий, листовая пластинка четкая, диаметр 3 мм, кончик заостренный, основание листа крылатое, повторение листа ветвистое. Сорусы беспорядочно разбросаны по всей нижней поверхности листа, либо расположены в один или два ряда вдоль центральной жилки, спорангии не покрыты защитной мембраной.
Как и другие представители подсемейства Microsoroideae, этот вид является факультативным эпифитом: он часто растет эпифитно, но может расти и на поверхности почвы (наземно) во влажных, хорошо дренированных местах.
Размножается корневищными черенками или делением корневища или выращивают спорами.

## Ареал
Южная Африка, Юго-Восточная Азия, Индонезия, Малайзия, Австралия, на о-вах Тихого океана.

## Этимология
Местное население называет это растение кенгуровым папоротником или языком собаки.
В англоязычной литературе называют Fishtail Fern в переводе с англ. — «Папоротник — рыбий хвост».
Название вида punctum в переводе с лат. — «точка».

## Использование
Сок, извлеченный из листьев (листьев) папоротника, используется в качестве слабительного, мочегонного и ранозаживляющего средства в народной медицине Ассама.
Выращивается в качестве комнатного растения. При содержании в домашних условиях требует повышенной влажности воздуха.